# I Ain't Worried
I Ain't Worried är en singel av den amerikanska pop-rockgruppen OneRepublic. Singeln släpptes den 13 maj 2022 och är en del av soundtracket till filmen Top Gun: Maverick.
Singeln blev en hit och låg på Billboard Hot 100-listan i 30 veckor, som högst på plats 6.

## Bakgrund

Filmens logotyp

I Ain't Worried släpptes som den andra singeln från soundtracket till Top Gun: Maverick efter Hold My Hand av Lady Gaga som släpptes den 3 maj, lite mer än en vecka före dess uppföljare.
I en intervju för radioprogrammet On Air with Ryan Seacrest avslöjade bandets frontman Ryan Tedder att han fått ett samtal från Paramount Pictures där han fick veta att de testat 30 olika låtar för filmens strandscen, men att filmens huvudrollsinnehavare Tom Cruise inte hade gillat en enda. Tedder fick sedan sitta i ett samtal med Cruise och filmens producent Jerry Bruckheimer för att ta reda på vad de ville förmedla för känsla i scenen.

Tedder har även avslöjat att titeln och texten kom från att Cruise sagt;
"This is the only moment in the film where nobody's worried about anything" 

## Låtlistor
| 1. | I Ain't Worried | 2:28 |

| 1. | I Ain't Worried - Acoustic | 2:29 |

| 1.           | I Ain't Worried - Latin Version (med Becky G) | 2:16  |
| 2.           | I Ain't Worried - Acoustic                    | 2:29  |
| 3.           | I Ain't Worried - Slowed + Reverb             | 2:53  |
| 4.           | I Ain't Worried - Sped Up                     | 2:08  |
| 5.           | I Ain't Worried - Collins String Version      | 2:31  |
| 6.           | I Ain't Worried - Live from the MTV EMAs      | 3:23  |
| Total längd: | Total längd:                                  | 15:41 |